# 名鉄デキ800形電気機関車
名鉄デキ800形電気機関車（めいてつデキ800がたでんききかんしゃ）は、かつて名古屋鉄道が所有していた直流用電気機関車。架線電圧1500V線区専用で3両（801 - 803）が存在した。

## 概要
太平洋戦争による貨物輸送の増加により、名古屋鉄道は電気機関車不足であった。そこで、電車や電動貨車の余剰部品を利用した電気機関車の製造が計画され、1944年（昭和19年）に鳴海工場によるの自社製造されたの1500V線区専用凸字形電気機関車がデキ800形である。
電装品はモ1010形電車（旧碧海電気鉄道デハ100）から流用し、主電動機はモ1010形電車から流用したAEGのUSL323-B(50.0kW×4基)、台車は余剰のブリル27-MCB-2を使用するなど、様々な部品を転用。戦時中の資材不足のため、車体は木造であった。3両のうち、801は前部標識灯の位置やルーバーの形などが異なっていた。戦後、801の主電動機はTDKの516-E(80.0kW×4基)に変更されている。
主に三河線で使用されていたが、戦時中製造による部品の劣悪さによる老朽化、貨物扱い量の減少により、晩年は801が新川工場入換専用機、802が鳴海工場入換専用機、803が築港線客車牽引機として使用された後、803は1960年（昭和35年）、801が1965年（昭和40年）、802が1966年（昭和41年）に廃車された。

## その他
- デキ800形と同じように、名古屋鉄道が戦時中に自社製造した電気機関車に、デキ850形が存在した。デキ850形は架線電圧600V区間用である。
- 7000系電車新造時、二階建運転台からの信号確認が問題となった。その解決策としてデキ800の機械室上に櫓を組んで仮設運転台を設置し、乗務員の訓練に用いた。